# Exegeza islamică
Termenul „exegeză” face referire la interpretarea unui text. În context islamic, acesta desemnează înțelegerea voinței lui Dumnezeu, transmisă prin intermediul limbii arabe în textul coranic. Pentru o înțelegere cât mai clară a dorinței divine revelate omului, își face apariția noțiunea de exegeză coranică sau tafsīr, care reprezintă interpretarea textului religios islamic. Aceasta încearcă să ofere o elucidare a dogmelor religioase prezente în textul considerat drept fundament al vieții spirituale a comunității musulmane, vizând aspecte legate de lingvistică, jurisprudență și teologie. În ceea ce privește sensul literal al cuvântului, termenul de tafsīr face referire la noțiunea de clarificare, interpretare, iar in ceea ce privește utilizarea lui pentru a face referire la exegeza coranică, aceasta începe în apropierea secolului al XII-lea.

### Începuturile și ascensiunea exegezei islamice
Primele manifestări ale exegezei islamice pot fi considerate chiar explicațiile pe care Muhammād le oferea odată cu recitarea versetelor companionilor săi, însă aceasta se definitivează ca știință la începutul secolului al IX-lea. În zorii tafsīrului, interpretările textului coranic erau predominant perifrastice și cu caracter narativ, latura juridică a societății reprezentând punctul major de interes. Stabilirea unei discipline autonome a rezultat din extinderea domeniului de aplicare a exegezei, care a fost inițial centrată în jurul memorării și interpretării surelor referitoare la unicitatea lui Dumnezeu, la înviere și la conducerea fără de greșeală. Ascensiunea răspândirii în ceea ce privește interesul pentru exegeză începe să se accentueze, ajungând câteva secole mai târziu chiar un punct central în programa instituțiilor superioare de învățământ. După moartea lui Muhammād, procesul de interpretare coranică revine companionilor săi, începând astfel o nouă eră în cadrul exegezei. Majoritatea companionilor au ales să transmită doar comentariile profetului asupra textului revelat, însă au existat și exegeți care și-au folosit propriile cunoștințe de arabă pentru a interpreta Coranul. În acest punct, doar anumite pasaje au fost explicate, iar comentariile nu erau separate de hadituri, în special din cauza interesului sporit pentru alcătuirea Coranului.
Teologii din rândurile următoarelor generații de musulmani asigură însă o interpretare completă a textului revelat și realizează separarea haditurilor de tafsīr. Până în acest moment, tafsīrul nu fusese compilat într-o carte, ci transmis oral asemenea Coranului în faza inițială. Pentru a dobândi legitimitate în ceea ce privește interpretarea, exegeții aveau nevoie de cunoștințe în numeroase domenii precum lingvistică, retorică, teologie sau jurisprudență, însă cea mai importantă era stăpânirea limbii arabe, deoarece un cuvânt poate avea mai multe semnificații. Tot în această perioadă își fac apariția numeroase școli de tafsīr în diferite centre teologice precum Mecca sau Medina și Irak.

### Clasificare
Tafsīrul poate fi clasificat în funcție de o varietate de cadre de referință, însă din punct de vedere al metodologiei utilizate în abordarea interpretării, el se împarte în două mari categorii: cel primit ( tafsīr bi'l-ma'thūr) și cel bazat pe rațiune (tafsīr bi'r-ra'y).
Prima categorie de tafsīr are la bază comentarea textului coranic folosind surse tradiționale precum alte pasaje din textul revelat, cuvintele profetului Muhammād sau ale companionilor săi. Această metodă clasică de interpretare este acceptată de către majoritatea teologilor, fiind și cea mai utilizată de-a lungul istoriei, parțial pentru că metodele alternative au fost criticate, având în vedere condamnarea interpretării personale a Coranului de către însuși Muhammād și tendința majorității companionilor săi de a nu expune propriile gânduri. 
Coranul în sine reprezintă cea mai de încredere sursă în procesul de interpretare, strânsa conexiune dintre versetele textului considerat increat de către majoritatea musulmanilor fiind punctul cheie al procesului exegetic de interpretare a Coranului folosind alte referințe coranice. Mulți exegeți consideră că versetele se explică și se completează reciproc, oferind cel mai înalt nivel de validitate.
Ḥadῑṯul reprezintă sursa secundară ca autenticitate în cadrul tafsīrului bi'l-ma'thūr. În această abordare, cel mai important ajutor extern este tradiția islamică care a stat la baza istoriei și legii islamice și care este alcătuită din faptele și spusele profetului. În cazul în care textul coranic sau ḥadῑṯul nu oferă informațiile necesare, exegeții apelează la următoarea sursă ca nivel de legitimitate și anume spusele companionilor profetului, a căror validitate este considerată a fi deasupra opiniei personale având în vedere interacțiunea lor directă cu Muhammād.
O altă sursă folosită în procesul de interpretare și care nu vine din spațiul religios, însă se află în strânsă legătură cu acesta o reprezintă literatura arabă clasică. Poezia arabă clasică, asemenea altor pasaje ale Coranului, constituie un punct de referință fundamental în stabilirea sensului și semnificației literale a anumitor versetele, prin ajutorul pe care îl oferă în înțelegerea stilului de exprimare al vremii. Folosirea poeziei clasice drept unealtă este o practică veche, folosită de majoritatea teologilor. Relatările iudeo-creștine nu se bucură de aceeași legitimitate precum celelalte surse și nu folosirea lor nu este încurajată de către teologi, însă aceste povești și tradiții de origine evreiască au fost studiate încă de pe vremea companionilor pentru a înțelege anumite parabole din Coran.
Cea de-a doua categorie de tafsīr folosește raționamentul individului în alcătuirea unei interpretări subiective. Deși unii cercetători consideră că nicio metodă de exegeză coranică nu este pe deplin obiectivă, caracteristica principală prin care se evidențiază acest tip de exegeză coranică este chiar includerea voită a opiniilor comentatorului în legătură cu versetele, formând astfel o viziune subiectivă asupra intențiilor din textul considerat sacru. Totuși această metodă nu este o simplă interpretare individuală, ci mai degrabă una bazată pe sursele principale ale comunității. Interpretarea textului coranic folosind doar propria viziune este considerată a fi interzisă de către unii musulmani. În consecință, metoda raționamentului numit ijtihad are mai multe condiții ce trebuiesc îndeplinite, însă din cauza caracterului subiectiv aceasta este respinsă de numeroși teologi. Orice interpretare care amenință să compromită conservarea religiei, a vieții, descendenței, intelectului sau proprietății poate fi discreditată.

### Puncte cheie în procesul exegetic
În ceea ce privește resursele lingvistice, morfologia, elocvența și sintaxa reprezintă părți integrante ale tafsīrului, deoarece ele constituie baza înțelegerii și interpretării. Din punct de vedere al resurselor istorice, teologii pot alege să interpreteze versete în funcție de factori externi precum contextul lor istoric sau chiar locul revelației lor, fiind puncte încărcate de interes în procesul de interpretare.
Locul revelației joacă un rol foarte important prin emfaza pusă pe fundamentele teologice sau principiile de bază ale religiei islamice ale versetelor revelate la Mecca sau asupra legislației sau normelor sociale pe care se axează versetele coranice revelate după fuga profetului la Medina. Mai mult, mediul socio-cultural poate fi luat în considerare în procesul de exegeză, înțelegerea și interpretarea Coranului putând fi realizată în mod diferit în funcție de contextul în care a fost revelat. Coranul a fost revelat într-un limbaj condiționat istoric, specific epocii și spațiului, însă înțelesul textului are calitatea de a putea transcende contextul.